# Cin cin (Alfa)
Cin cin è un singolo del cantautore italiano Alfa, pubblicato il 24 maggio 2019 come secondo estratto dall'album in studio Before Wanderlust.

## Tracce
1. Cin cin – 3:00

## Classifiche

### Classifiche settimanali
| Classifica (2019) | Posizione massima |
| ----------------- | ----------------- |
| Italia            | 10                |

#### Classifica di fine anno
| Classifica (2019) | Posizione |
| ----------------- | --------- |
| Italia            | 33        |
| Classifica (2020) | Posizione |
| Italia            | 77        |